# 高橋朱里
高橋 朱里（たかはし じゅり、1997年〈平成9年〉10月3日 - ）は、日本出身の元アイドルであり、韓国のガールズグループRocket Punchの元メンバー、女性アイドルグループAKB48の元メンバーである。
茨城県鹿嶋市出身。Rocket Punchでの活動名はジュリ (JURI / 쥬리) 。

## 来歴
2011年2月20日、AKB48第12期研究生オーディションの最終審査に合格する。
2012年3月24日、加藤玲奈、岩田華怜、川栄李奈、田野優花の4名とともにチーム4に昇格するが、8月24日に開催された『AKB48 in TOKYO DOME 〜1830mの夢〜』初日公演において、チーム再編に伴うチームAへの異動とチーム4の消滅が発表される。同年11月1日にチームAに異動し、11月2日からチームAウェイティング公演のスターティングメンバーとして新チームでの活動を開始する。
2012年5月23日発売の26thシングル「真夏のSounds good !」で、初めてAKB48のシングル表題曲の選抜メンバーになる。しかし、実際に高橋が認識出来る時間は僅か1秒だった。
2014年2月24日、ZeppDiverCityで開催された「AKB48グループ大組閣祭り〜時代は変わる。だけど、僕らは前しか向かねえ！〜」において、チームBへの異動が発表され、4月24日にチームBに異動する。
2014年4月18日放送開始のドラマ『セーラーゾンビ』（テレビ東京系）で大和田南那、川栄李奈とともに連続ドラマ初主演を果たす。同年の『AKB48 37thシングル 選抜総選挙』では初ランクインで28位となり、アンダーガールズに選出される。
2015年3月26日、さいたまスーパーアリーナで行われた『AKB48 春の単独コンサート〜ジキソー未だ修行中!〜』において、チーム4への異動および同チームのキャプテンに就任することが発表される。同年の『AKB48 41stシングル 選抜総選挙』では25位となり、2年連続でアンダーガールズに選出される。
2016年の『AKB48 45thシングル 選抜総選挙』では15位となり、選抜総選挙での初の選抜入りとなる。2017年の『AKB48 49thシングル 選抜総選挙』では11位となり、2年連続で選抜入りする。同会場でスキャンダル対策のために突然の結婚発表をしたNMB48須藤凜々花を強く批判するスピーチを行い話題となる。2018年の『AKB48 53rdシングル 世界選抜総選挙』では12位となり、3年連続で選抜入りを果たすが、目標に掲げていた初の神7入りは逃した。
2017年4月に上演されたミュージカル『雪のプリンセス』において、ミュージカルおよび舞台初主演を務め、翌年の2018年2月に上演されたミュージカル『新 雪のプリンセス』においても主演を務めた。
2017年12月8日に開催された「AKB48 12周年記念公演」において発表された組閣人事（新体制への全面的移行は2018年4月となった）で、チーム4のキャプテンからチームBのキャプテンに異動することが発表された。
2018年6月 - 8月、韓国のオーディション番組『PRODUCE 48』に参加。
2018年7月24日には、講談社から初のソロ写真集『高橋朱里1st写真集 曖昧な自分』が発売された。
2019年2月3日の帰宅時、乗車していた送迎車両が事故に遭い、様子を見るために6日に予定されていた自身の生誕祭公演の開催が延期される。同年3月4日、延期されていた生誕祭公演においてAKB48からの卒業および韓国の芸能事務所Woollimエンターテインメントへ移籍の上で韓国デビューをすることを発表した。
2019年5月2日に行われた高橋朱里チームB「シアターの女神」公演を卒業公演とし、5月6日にパシフィコ横浜で開催された「NO WAY MAN」劇場盤発売記念大握手会をもって、AKB48メンバーとしての活動を終了した。
2019年7月22日、K-POPガールズグループ「Rocket Punch」のメンバーとしてデビューすることが発表された。同年8月7日にミニアルバム『PINK PUNCH』でデビュー。
2021年5月25日、十分な休息と治療が必要とされる状態だと診断されたため、しばらくグループ活動を休止し治療へ専念することが「Rocket Punch」の公式サイトで発表された。
2024年5月24日、Rocket Punchの公式SNSにて、当日をもってRocket Punchとしての活動の終了を発表。インスタグラムでインターナショナルオンラインサポート「UI」を起業したことを発表。

## 人物

### AKB48
同じ日に大場チーム4に昇格した川栄李奈（詳細は後述）や岩田華怜が仲のよいメンバーの一人として高橋の名前を挙げている。
憧れているメンバーは、前田敦子、初代総監督の高橋みなみ、篠田麻里子。「ステージ上でキラキラ輝ける人になりたいので、3人を目標に頑張っていきたい。」。
将来の夢は女優としていた。『セーラーゾンビ』の一部で監督を務めた今泉力哉は高橋の演技について「本読みからの伸びがすごい」、企画・総合演出の犬童一心は「ちょっと演技が大胆な感じがいいですよね。思いきりよくやるという感じが」「初めての演技なのにすごくうまい」と評価している。
チームA在籍時のキャプテンで2代目総監督でもある横山由依が手塩にかけて育てたメンバーの一人であり、年齢のわりに落ち着いている。その次々体制ではチーム4キャプテンを任されるまでに成長し、2015年頃からは後輩メンバーのまとめ役を務めるようになる。ただし、高橋朱里自身は総監督就任を希望していなかった。
MCに定評があり、2015年のリクエストアワーでの高橋のMCを見た総合プロデューサーの秋元康は全公演通じてのMVPに高橋を挙げている。また、それ以来コンサートの台本で高橋の名前が載るようになったとのこと。
川栄李奈とは、お互いに仲が良いメンバー・気が合うメンバーに挙げる間柄。また「姉妹みたい」と言われることもある。雑誌などの企画にセットで呼ばれる機会も多く、AKB48メンバーを月変わりで1人ずつ紹介する企画ですら2人セットで特集されたほど。その仲の良さからファンにより二人のニックネームを合わせて「じゅりっちゃん」というコンビ名を付けられており、本人たちもそのコンビ名を売り込むまでになっている。お互いについて高橋は上述の横山を含め、川栄を「家族」、川栄は高橋を「メンバーじゃなくて親友」と表現している。
AKB48からの卒業を発表した川栄の卒業ソング「君の第二章」が制作されることになり、発表された歌唱メンバーの中に川栄と親しいはずの高橋や小嶋菜月、同期メンバーが含まれていないことを巡ってファンから反発の声が上がった。最終的には高橋が歌唱メンバーに追加された。

## 参加楽曲
AKB48名義
PRODUCE 48名義
- NEKKOYA (PICK ME)（2018年5月10日） [注 1]
- PRODUCE 48 - 30 Girls 6 Concepts（2018年8月18日） - 配信限定。
  - I AM [注 2]
- PRODUCE 48 - FINAL（2018年9月1日） - 配信限定。
  - 好きになっちゃうだろう？（반해버리잖아？）[注 3]
  - 夢を見ている間[注 4]

Rocket Punch名義

## 出演

### 映画
- 劇場版 私立バカレア高校（2012年10月13日公開） - 二階堂美優 役

### テレビドラマ
- マジすか学園3 第5話 - 最終話（2012年8月18日 - 10月6日、テレビ東京） - メッシ 役
- So long ! 第1話（2013年2月12日、日本テレビ）
- セーラーゾンビ（2014年4月19日 - 7月19日、テレビ東京） - 主演・小山田睦美 役[52]※川栄李奈・大和田南那とトリプル主演。
- マジすか学園4（2015年1月20日 - 3月31日、日本テレビ） - ウオノメ 役[53]
- マジすか学園5（2015年8月25日、日本テレビ）[注 5] - ウオノメ 役[55]
- 劇場霊からの招待状 第9話「憧憬」（2015年11月28日、TBS） - 主演・悠木奈央 役[56][57]
- AKBホラーナイト アドレナリンの夜 第39話「かくれんぼ」（2016年2月25日、テレビ朝日） - 主演・由美 役[58]
- AKBラブナイト 恋工場 第25話「劇愛」（2016年7月21日、テレビ朝日） - 主演・可奈子 役[59]
- キャバすか学園（2016年10月30日 - 2017年1月15日、日本テレビ） - いわし / ウオノメ 役[60][61]

### バラエティ番組
- ミライ☆モンスター（2017年4月16日 - 2019年3月31日、フジテレビ）[62]

### 音楽番組
- PRODUCE 48（2018年6月15日 - 8月31日、Mnet / BSスカパー![注 6]）
- QUEENDOM PUZZLE（2023年6月13日 - 8月15日、Mnet）

### 報道・情報番組
- ワシんとこ・ポスト（2022年6月23日、BSよしもと） - ゲストコメンテーター[63][64]※Rocket Punchデビュー後初の日本のテレビ番組単独出演。
- 今田耕司のネタバレMTG（2022年7月30日、読売テレビ）[65][66]

### ラジオ番組
- リッスン? 2-3（2015年8月度・2016年9月度・2017年9月度、文化放送）
- AKB48 今夜は帰らない…（2015年10月5日 - 2017年3月27日、CBCラジオ） - 8代目レギュラー[67][注 7]

### 舞台
- マジすか学園 〜Lost In The SuperMarket〜（2016年7月25日 - 8月5日、赤坂ACTシアター） - イカノメ 役[68]
- Zero Project Produce ミュージカル『雪のプリンセス』（2017年4月5日 - 9日、全労済ホールスペース・ゼロ） - 主演・雪のプリンセス 役[22]
- Zero Projectプロデュース2018 ミュージカル『新☆雪のプリンセス』（2018年2月21日 - 25日、新国立劇場 小劇場） - 主演・雪のプリンセス 役[69][70]

### WEB番組
- マジすか学園4 外伝（2015年3月31日 - 5月5日、Hulu）- ウオノメ 役
- マジすか学園5（2015年8月25日 - 10月27日、Hulu）[注 5] - ウオノメ 役[55]
- マジすか学園5 外伝（2015年11月3日 - 、Hulu）- ウオノメ 役
- JURIFUL DAYS（2020年8月16日 - 、YouTube・Rocket Punch公式チャンネル）[71]
- QUEENDOM PUZZLE（2023年6月13日 - 8月15日、ABEMA[注 8]・Mnet Smart+）[72]

## 書籍

### 写真集
- 高橋朱里1st写真集 曖昧な自分（2018年7月24日、講談社、撮影：佐藤裕之） ISBN 978-4065130827[25]

### 雑誌連載
- EX大衆（双葉社）
  - 「AKB48チーム4 キャプテン高橋朱里との往復書簡」（2015年11月14日 - 2017年7月15日）
  - 「AKB48高橋朱里との往復書簡」（2017年8月12日 - ）

### カレンダー
- 卓上 AKB48-156 高橋朱里 カレンダー2013年（2012年12月7日、ハゴロモ）
- 卓上 高橋朱里 カレンダー2014年（2013年12月6日、ハゴロモ）
- クリアファイル付 卓上 高橋朱里 カレンダー2015年（2014年12月13日、ハゴロモ）